# Сверчковая жаба
Сверчковая жаба (лат. Anaxyrus debilis) — земноводное из семейства настоящих жаб, распространённое в засушливых областях Северной Америки.

## Описание

### Внешний вид
Жаба небольшого размера. Самцы немного меньше самок. Длина тела самцов обычно около 35 мм, длина тела самок — около 36,5 мм.
Голова клиновидная, заметно уплощенная. Краниальные гребни редуцированы, пятнистые, с разорванным рядом бородавок с чёрными вершинами. Основная окраска зелёная или желтоватая с чёрными пятнами, нижняя часть тела кремовая. У самцов окраска горла тёмная или чёрная, тогда как у самок горло жёлтого или белого цвета.
Головастик сверчковой жабы имеет округлое тело, анальная трубка открывается на правой стороне хвостового плавника. Глаза располагаются дорсально, хвостовой плавник умеренно развитый. Брюшко черное с золотистыми «блёстками». Даже подросшие головастики относительно прозрачные.

### Распространение
Распространена на юго-востоке Аризоны и Колорадо, востоке Техаса, в Канзасе, Нью-Мексико, Оклахоме, Техасе (юго-запад США), а также в северной части Мексики в штатах Тамаулипас, Сан-Луис-Потоси, Дуранго и Сакатекас.

### Образ жизни
Обитает в пустынях и полупустынях. Эти жабы ведут скрытный ночной образ жизни и наиболее активны только во время и сразу после периода дождей. Предпочитаемая температура — от 18,2 до 33,8 °C.

### Размножение
Размножается в мелководных дождевых лужах или временных ручьях. Жабы собираются в местах размножения во время летних дождей, как правило, в течение первой недели июля. Но размножение может происходить в течение всей весны, лета и в начале осени. Если условия благоприятны, самцы скапливаются вокруг прудов и призывают самок. Период размножения длится в среднем 2,6 суток. Метаморфоз происходит в конце июля—сентябре.

## Классификация
Выделяют два подвида Anaxyrus debilis:
- Восточная сверчковая жаба (Anaxyrus debilis debilis)
- Западная сверчковая жаба (Anaxyrus debilis insidior), иногда рассматривается как отдельный вид Anaxyrus insidior